# 敘利亞-瑪拉巴禮天主教錢達教區
敘利亞-瑪拉巴禮天主教錢達教區（拉丁語：Eparchia Chandensis）是東儀天主教的一個教區（敘利亞－瑪拉巴禮），包括印度馬哈拉施特拉邦東部三縣，受天主教那格浦爾總教區管轄。
1968年7月29日建立宗座代牧區，1977年2月26日升為教區。2009年有教友14,757名，佔轄區總人口百分之0.4。由六十五名司鐸名管理五個堂區。現任教區主教為維傑·阿南德·內杜普拉姆。